# Русский зритель
«Русский зритель» — журнал истории, археологии, словесности и сравнительных костюмов издававшийся в Российской империи в городе Москва.
Издание журнала было предпринято Константином Фёдоровичем Калайдовичем в 1828 году.
Предполагалось издавать по два номера в месяц, но тяжёлая болезнь остановила редакторскую деятельность К. Ф. Калайдовича. Его друзья осуществили выпуск периодического издания от его имени, распределив между собой редакторские обязанности.
Редактирование книжек журнала производилось М. П. Погодиным (№ 1—6), Д. П. Ознобишиным (№ 7 и 8), С. П. Шевыревым (№ 9 и 10), А. Ф. Томашевским (№ 11 и 12), С. Е. Раичем (№ 13 и 14), С. А—м (№ 15 и 16 — вероятно, С. Т. Аксаковым), П. и И. Калайдовичами — братьями издателя (№ 17—20 и, вероятно, последние № 21—22).
Последний номер журнала «Русский зритель» вышел в 1830 году.
Хозяйственной частью издания заведовал книгопродавец А. С. Ширяев. В числе сотрудников были Н. С. Арцыбашев, И. М. Снегирёв, князь Вяземский, братья Сергей и Фёдор Глинка, В. В. Измайлов, Н. И. Надеждин, М. Лисицина и другие авторы.
К журналу «Русский зритель» прилагались рисунки, портреты и снимки с автографов.